# Grov
Grov is een plaats in de Noorse gemeente Tjeldsund, provincie Troms. Grov telt 295 inwoners (2007) en heeft een oppervlakte van 0,64 km².